# Wiener Stadtwerke
Wiener Stadtwerke GmbH è una società pubblica austriaca, interamente controllata dalla municipalità di Vienna, che opera come holding raggruppando i fornitori dei principali servizi pubblici nella capitale austriaca. In particolare attraverso le sue varie controllate gestisce: la fornitura e distribuzione di energia elettrica e gas naturale (Wien Energie e Wien Netze), il trasporto pubblico locale (Wiener Linien e Wiener Lokalbahnen) e i servizi cimiteriali (Bestattung und Friedhöfe Wien).

## Storia
La società nacque in pieno secondo dopoguerra il 1º gennaio 1949 dall'unificazione delle tre società municipalizzate Wiener Elektrizitätswerke, Wiener Gaswerke e Wiener Verkehrsbetriebe, rispettivamente incaricate della fornitura di energia elettrica e gas naturale e della gestione del trasporto pubblico locale.
Nel 1999 è stata scorporata in diverse aziende mantenendo il ruolo di holding.